# Klaus Louis Schmidt

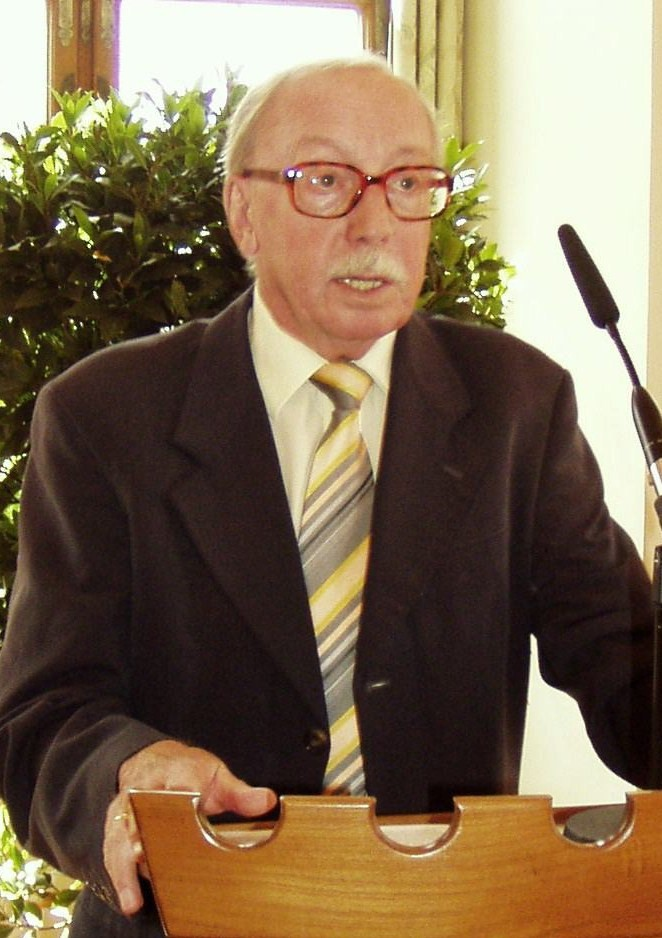
Klaus L. Schmidt (als Laudator bei der Verleihung des Boxberger-Preises Bad Kissingen am 4. Juli 2008)

Klaus Louis Schmidt (* 29. August 1936 in Treuen, Vogtland) ist ein deutscher Mediziner. Fachgebiete seiner Arbeit sind Rheumatologie, Physikalische Medizin und Balneologie.
Nach seiner Promotion 1963 habilitierte Schmidt sich 1974 an der Justus-Liebig-Universität Gießen für die Fächer Rheumatologie und Physikalische Medizin. 1980 wurde er als Nachfolger von Victor Rudolf Ott auf den Lehrstuhl für Rheumatologie, Physikalische Medizin und Balneologie in Gießen berufen. Mit der Eingliederung der Universitätsklinik in die Stiftung W. G. Kerckhoff Herz- und Rheumazentrum wurde Schmidt zusätzlich Ärztlicher Leiter der Kerckhoff-Klinik. 2001 wurde er emeritiert.

## Auszeichnungen
- 1989: Ernst-von-Bergmann-Plakette
- 2000: Grünhut-Medaille der Vereinigung für Bäder- und Klimakunde e. V. (VBK) des Deutschen Bäderverbandes
- 2001: Ehrenplakette der Landesärztekammer Hessen
- 2007: Bundesverdienstkreuz I. Klasse